# Walther Schnurr
Walther Julius Barnim Reinhold Schnurr, manchmal auch Walter Schnurr geschrieben, (* 3. November 1904 in Steglitz; † nach 1982) war ein deutscher Chemiker und Manager der Chemieindustrie. Er war Spezialist für die Produktion von Sprengstoffen und spielte nach dem Krieg eine wichtige Rolle bei der Gründung der deutschen Atomindustrie.

## Sprengstoffexperte im „Dritten Reich“
Schnurr promovierte 1927 in Kiel in Chemie (Über Acylwanderungen an Phenolen). 1924 und 1925 war er deutscher Vizemeister im Zehnkampf (Verein ATOS Steglitz). 1936 wurde er Chemiker bei der Dynamit AG (DAG) in Troisdorf, einem Kartell der Sprengstoffhersteller, der 1931 gebildet wurde und die ehemaligen Alfred Nobel & Co in Troisdorf umfasste (Großaktionär waren die IG Farben). Schon vor dem Krieg befasste er sich mit Sprengstoffentwicklung, besonders damals neuen Sprengstoffen wie Hexogen und Nigu. 1942 bis Oktober 1944 war er stellvertretender Leiter des größten Sprengstoffwerks im Dritten Reich in Christianstadt (ein großer Teil der Anlage ist auch als Ulme bekannt). Offiziell wurde es von Paul Müller, dem Direktor der Dynamit AG geleitet, der aber nicht vor Ort war (sondern in Troisdorf), so dass Schnurr effektiv die Leitung der Fabriken vor Ort hatte. Die Fabrik wurde ab 1939 errichtet und nahm 1943 die Produktion auf. Alles unterlag dort strengster Geheimhaltung. Ende 1944 wurde Schnurr als stellvertretender Werksleiter durch Ernst Thönert ersetzt. Nach Angaben des kaufmännischen Leiters der Fabrik Kurt Jooß wurde er abgesetzt, war aber noch kurz nach Kriegsende in Troisdorf bei der DAG beschäftigt. Die Hexogen-Produktion unterstand in Christianstadt dem promovierten Chemiker Heinz Ratz, der Schwager von Schnurr war und nach dem Krieg Direktor bei der DAG in Troisdorf. In Christianstadt wurden bis zu 1600 Tonnen Sprengstoff in Form von Hexogen und Nigu pro Monat produziert, aber auch Nitrozellulose wurde hergestellt und es wurde TNT verarbeitet. Auch Treibstoff-Komponenten für die V1 und V2 gehörten zur Produktionspalette. Tausende Zwangsarbeiter waren dort beschäftigt, darunter jüdische Frauen, weil Christianstadt als Außenlager des KZ Groß-Rosen diente, und später italienische Militärinternierte.
Schnurr trat 1937 der NSDAP bei.

## Emigration nach Argentinien und Atommanager
Schnurr wurde nach dem Krieg im IG-Farben-Prozess als Zeuge befragt. Er emigrierte um 1947 nach Argentinien, wo er Teilhaber in einer kleinen Sprengstofffabrik war. Er spielte dort aber auch eine Rolle in der Abwicklung und Umwandlung der geplanten Kernenergieforschung des Diktators Juan Peron, der zunächst auf den Hochstapler Ronald Richter, einen ehemaligen Schüler von Manfred von Ardenne, hereingefallen war und ein modern eingerichtetes Labor in Bariloche gegründet hatte (Richter verschwand vor der Übergabe mit den im Labor befindlichen Gold- und Platinteilen).
1956 war er mit dem IG-Farben-Chemiker Gerhard Ritter und den Juristen Rudolf Greifeld und Josef Brandl Gründer der Kernreaktor, Bau- und Betriebsgesellschaft, des Vorläufers des Kernforschungszentrums Karlsruhe (KfK). Der Atomminister (1955/56) Franz Josef Strauß hatte ihn dazu 1955 aus Argentinien geholt. Schnurr wurde in Bonn Ministerialdirigent und als Abteilungsleiter im Atomministerium zuständig für das Atomprogramm. Strauß wurde 1982 in einem BBC-Film gefragt, warum er ausgerechnet Schnurr für diesen wichtigen Posten eingestellt hatte. Er antwortete, dass dieser eine Kombination von Experte und Manager gewesen sei. Strauß bündelte die zivile Kerntechnikforschung in Karlsruhe und in Jülich (und trotz dessen Bemühungen nicht bei Werner Heisenberg am Max-Planck-Institut in München). Schnurr war von 1960 bis zu seiner Pensionierung 1970 Geschäftsführer und Ko-Direktor des Kernforschungszentrums Karlsruhe. Während dieser Zeit förderte er auch weitere Zusammenarbeit mit Argentinien (Schwerwasserreaktor Atucha 1 der Kraftwerk Union). Zuvor hatte man in Karlsruhe Erfahrungen mit dem Mehrzweckforschungsreaktor Karlsruhe (erbaut 1961 bis 1965) gesammelt und Schnurr war auch wesentlich daran beteiligt, dass man sich in Karlsruhe auf den ersten dort selbst entwickelten Reaktor FR 2 einigte. Der Hoechst-Manager Karl Winnacker, der im Hintergrund wirkte, war es leid, ständig wegen des Streits um das sich stetig verteuernde und verzögernde Schwerwasser-Forschungsreaktorkonzept zu intervenieren, und ersetzte auch aus diesem Grund Gerhard Ritter durch Schnurr als wissenschaftlichen Leiter am KfK. Schnurr flog regelmäßig nach Argentinien, das er als seine zweite Heimat betrachtete, und hatte gute Beziehungen zu den Leitern der Atomkommission in Argentinien.
Er hielt über fünfzig Patente. Auch nach 1970 forschte er in Karlsruhe weiter. 1974 war er an einem Bericht Wasserstoffgewinnung aus Wasser mittels Reaktorwärme beteiligt.